# 13世纪南京
|        | 南京历史 |
| 世纪： | 7世纪南京 \| 8世纪南京 \| 9世纪南京 \| 10世纪南京 \| 11世纪南京 \| 12世纪南京 \| 13世纪南京 \| 14世纪南京 \| 15世纪南京 \| 16世纪南京 \| 17世纪南京 \| 18世纪南京 \| 19世纪南京 |

南京于：1201年-1275年，为南宋建康府；1275年-1277年，为元朝建康府；1277年-1300年，为元朝建康路。

## 大事记

### 1200年代
- 1206年，金攻六合县，数败于宋军而北撤。
- 1207年，于江边沿线设军事堡坞；二月，设江淮制置使，治建康。
- 1209年，旱蝗灾，建康大饥，斗米数千，人相食，淮民流江南者多疫死。

### 1210年代
- 1215年，开建康东门外新河。

### 1240年代
- 1241年，建明道书院于府城东侧，后又建成南轩书院、昭明书院。

### 1250年代
- 1255年，马光祖知建康府，创“御前游击军”，设军寨，措置军器库，阅水兵于龙湾。
- 1257年，重建建康府治堂宇及镇淮、饮虹二桥，砖砌天津桥至南门御街。
- 1259年，建康军民造火攻器具、军衣及战舰应援长江上游抗击蒙古军，又调舟师赴援鄂州、京湖。

### 1260年代
- 1260年，浚建康城壕，筑羊马墙，创栅寨门瓮城；浚青溪，重修府城内外诸桥；后重修府城诸城门及行宫，筑堤架桥，增堂、馆、亭、榭、神庙、官舍等，历十余年，建康府城面貌大变。
- 1261年，马光祖主修、周应合纂成《景定建康志》，为宋志中之珍品；上元建县学。

### 1270年代
- 1273年，四月，赵缙接替黄万石担任沿江制置使、建康留守、知府事。
- 1275年，二月，元军占领建康，设建康宣抚司于宋行宫；开江南行中书省于建康，统江东等十三道；七月，元遣使者至江南搜罗儒、医、僧、道、阴阳等人士。
- 1276年，建康府属江东路，设在城录事司管辖城内；于建康设江东道宣慰司，统辖江东各路。
- 1277年，废建康宣抚司，设建康路总管府，统上元、江宁、句容、溧水四县及在城录事司；溧阳县抗元激烈，另作制置，改为溧州，旋升溧阳府。
- 1279年，六月十二日起，文天祥被元军押于建康城金陵驿站两月余；设东、西两座织染局于建康城；改溧阳府为溧阳路总管府，辖溧阳县与本城在城录事司。

### 1280年代
- 1280年，白朴迁居建康；建康路设东、西织染二局。
- 1281年，立建康地区等处淘金总管府。
- 1285年，建康路设提举学官与教授同管学事。
- 1286年，四月，行御史台自杭州徙于建康。
- 1287年，罢黜淘金总管府，在建康等处立淘金提举司。
- 1288年，藁城德公奉召在建康天禧寺宣讲佛法。

### 1290年代
- 1291年，罢溧阳路为县，还隶建康；令江南诸路学及各县学内设立小学。
- 1292年，江南行御史台自扬州再移治建康，后改称江南诸道行御史台，监江浙、江西、湖广三行省；以扬州、建康、镇江军队防务较重为由，设七个万户府，分领三城驻军。
- 1293年，行枢密院从河南行省下万户府中调兵三千余人，驻龙湾南宋水军基地，练习水战。
- 1294年，置龙湾水军教习万户府，训练元军水战。
- 1295年，在建康地区各重要镇寨设巡检司，统领地方弓兵。
- 1297年，益都新军万户府由宁国移驻建康。
- 1299年，三月，废罢建康宣抚司，江东建康道肃政廉访司因避江南行御史台迁往宁国路。